# Marcin Starzecki
Marcin Starzecki (ur. 6 sierpnia 1985 w Warszawie) – polski reżyser, scenarzysta, producent, twórca teledysków i reklam.

## Życiorys
Absolwent 21 Społecznego Liceum Ogólnokształcącego im. Jerzego Grotowskiego w Warszawie oraz Instytutu Nauk Politycznych Wydziału Dziennikarstwa i Nauk Politycznych Uniwersytetu Warszawskiego. Ukończył kurs przedszkola filmowego w Mistrzowskiej Szkole Reżyserii Filmowej Andrzeja Wajdy.

## Filmografia
- 2005: Munich – asystent produkcji na planie
- 2007: Katyń – asystent reżysera
- 2009: Incydent – kierownictwo produkcji
- 2009: Non Stop Kolor – II reżyseria
- 2009: Różyczka – asystent reżysera
- 2010: Tatarak – II reżyseria, aktor
- 2010: Łaknienie – reżyseria, scenariusz
- 2010: Apetyt na życie – II reżyseria
- 2010: Chichot losu – II reżyseria
- 2011–2013: Przepis na życie – II reżyseria
- 2012: Misja Afganistan – II reżyseria
- 2013: Letnie przesilenie – II reżyseria
- 2014: Dzwony wojny – II reżyseria
- 2014: Córki dancingu – II reżyseria
- 2017: Gotowi na wszystko. Exterminator – reżyseria (II ekipa)
- 2023: Polowanie na ćmy – reżyseria (II ekipa)

## Teledyski
- 2006: Bez Cenzury – Reprezentuję siebie, reżyseria, scenariusz (EmbargoNagrania)
- 2011: Projekt Warszawiak – Nie ma cwaniaka na warszawiaka, reżyseria, scenariusz, zdjęcia, scenografia, produkcja (głębokiOFF)
- 2011: Myslovitz – Ukryte, reżyseria, scenariusz, kierownictwo produkcji, produkcja (głębokiOFF + MR.OLDMAN)
- 2012: Cool Kids of Death – Plan Ewakuacji, reżyseria, scenariusz, produkcja (MR.OLDMAN)
- 2012: The Temper Trap – Miracle, reżyseria, scenariusz, produkcja (MR.OLDMAN)
- 2013: Magnificent Muttley – Stains[1], reżyseria, scenariusz, produkcja (MR.OLDMAN)
- 2014: Warszawskie Combo Taneczne feat. Joanna H. Sokołowska & Amos Hoffman – Warszawo ma, reżyseria
- 2015: Zabrocki – Boję się, reżyseria, scenariusz, produkcja (MR.OLDMAN)
- 2015: Magnificent Muttley – Fake Candy, reżyseria, scenariusz, produkcja (MR.OLDMAN)
- 2016: Karolina Piechota – Jednorożec, AUDIBMWOPEL, reżyseria, produkcja (MR.OLDMAN)
- 2016: Soniamiki – BWA[2], reżyseria, scenariusz, produkcja (MR.OLDMAN)
- 2017: Sarsa – Bronię się[3], reżyseria
- 2019: Bovska – Luksus / Gdy na mnie patrzysz[4], reżyseria, scenariusz
- 2020: Bovska – Leżałam[5], reżyseria, scenariusz
- 2020: Karolina Piechota – W głowie, reżyseria, scenariusz
- 2022: Sylwia Grzeszczak – Dżungla, reżyseria

## Nagrody i wyróżnienia
- 2011 – Grand Prix 20.YACH Film Festiwal za wideoklip „Nie ma cwaniaka na Warszawiaka” – Projekt Warszawiak[6]
- 2012 – Gwarancje Kultury – Nagroda TVP Kultura w kategorii Wydarzenie w sieci za teledysk „Nie ma cwaniaka na Warszawiaka” – Projekt Warszawiak
- 2013 – Nagrody Best Music Video (Audience Choice Awards) oraz Best Inspirational Video na The New Hope Film Festival dla teledysku The Temper Trap – „Miracle”[7][8]
- 2013 – Official Selection IFFCA (International Film Festival of Cinematic Arts) w Los Angeles dla teledysku The Temper Trap – „Miracle”
- 2013 – YACH 2013: Nominacje w kategoriach – Scenariusz i reżyseria za teledysk „Stains” – Magnificent Muttley[9]
- 2015 – YACH 2015: Nominacja w kategorii – Montaż za teledysk „Fake Candy” – Magnificent Muttley[10]
- 2017 – Nagroda Best Music Video na Indie Memphis Film Festival 2017 dla teledysku Soniamiki „BWA”[11]
- 2019 – PLMVA: Nominacja w kategorii Alternatywa za teledysk Bovska – "Leżałam"[12]
- 2020 – Official Selection festiwalu Short To The Point w Bukareszcie dla teledysku Karolina Piechota – "W głowie"[13]
- 2020 – Official Selection festiwalu Bucharest Film Awards dla teledysku Karolina Piechota – "W głowie"[14]